# Сьоншиці
Сьоншиці (пол. Siąszyce) — село в Польщі, у гміні Рихвал Конінського повіту Великопольського воєводства.
Населення — 300 осіб (2011).
У 1975-1998 роках село належало до Конінського воєводства.

## Демографія
Демографічна структура станом на 31 березня 2011 року:
|          | Загалом | Допрацездатний вік | Працездатний вік | Постпрацездатний вік |
| -------- | ------- | ------------------ | ---------------- | -------------------- |
| Чоловіки | 148     | 29                 | 103              | 16                   |
| Жінки    | 152     | 22                 | 89               | 41                   |
| Разом    | 300     | 51                 | 192              | 57                   |